# Panic Station

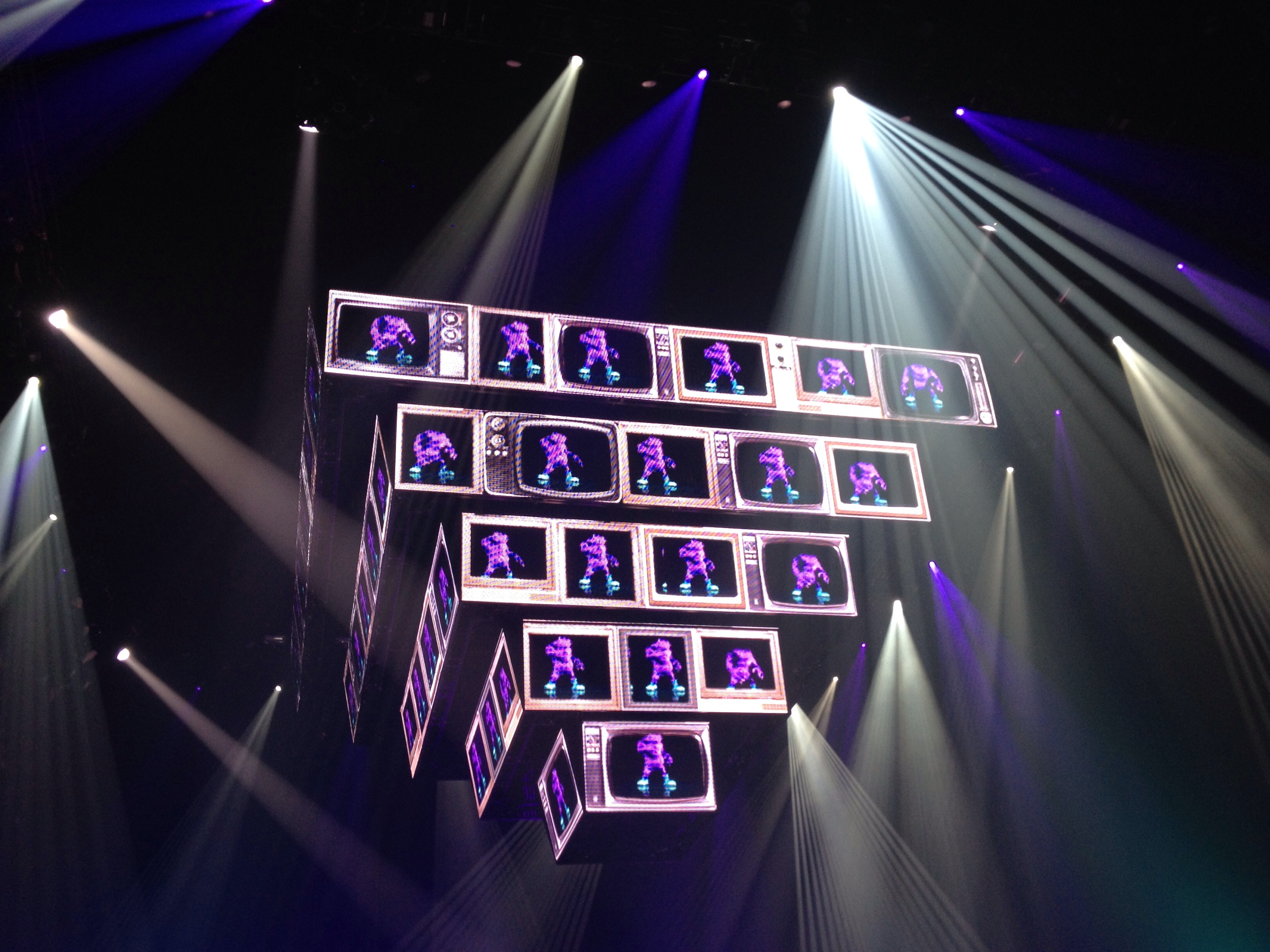
Visuals die tijdens het nummer worden weergeven op de piramide tijdens The 2nd Law Tour.

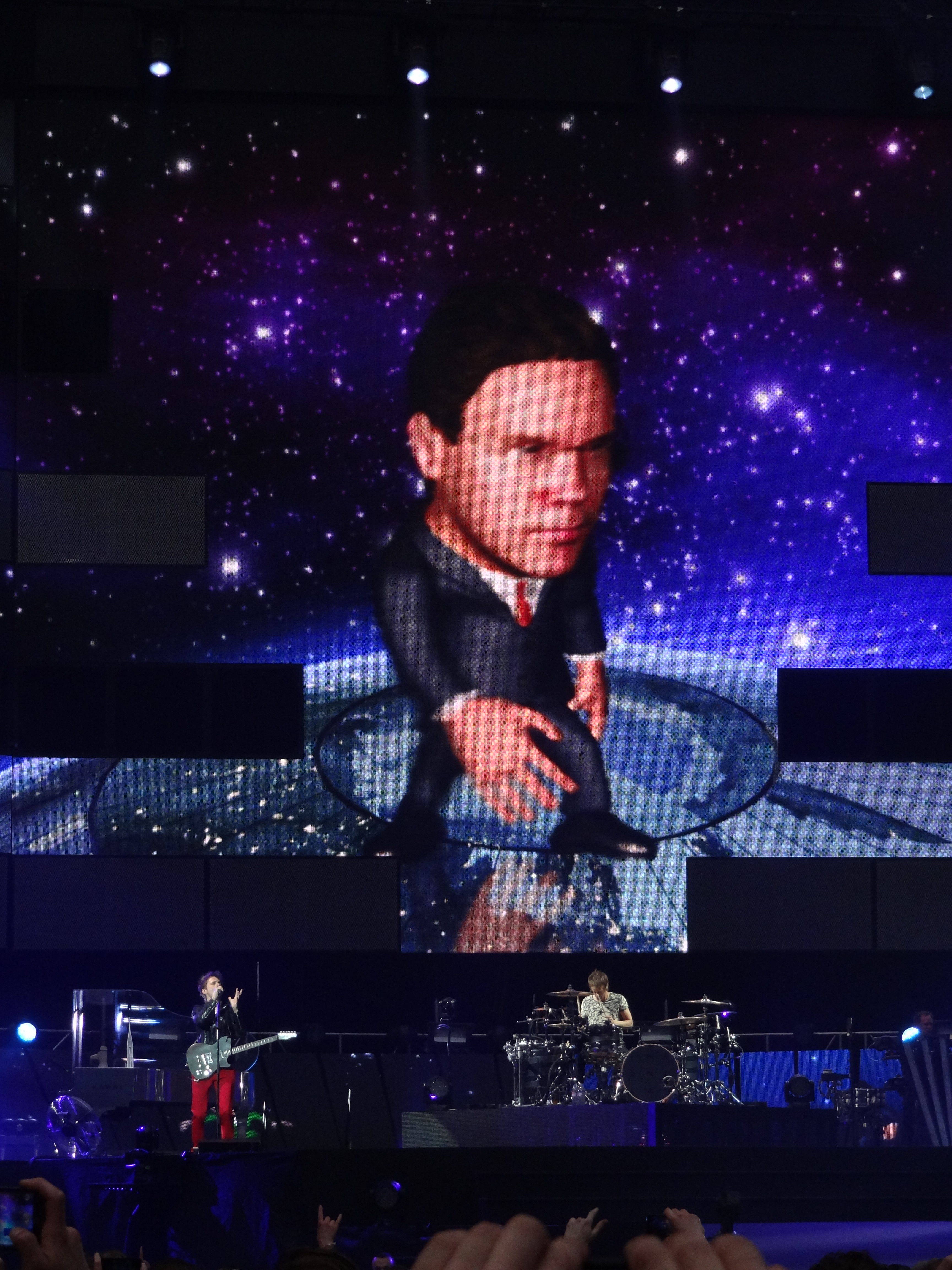
Virtuele Mark Rutte in de Amsterdam ArenA op 4 juni 2013.

Panic Station is een single van de Britse rockgroep Muse. Het is de vijfde single van The 2nd Law en werd wereldwijd uitgebracht op 3 juni 2013. In het Verenigd Koninkrijk was het nummer op 31 mei 2013 al beschikbaar. Het nummer werd eerder al uitgebracht als promotiesingle in het Verenigd Koninkrijk en België.
Het nummer is opgenomen met ondersteuning van een brassband. Muse zegt zelf geïnspireerd te zijn door Prince. Anderen noemen invloeden van Queen, Talking Heads en David Bowie.

## Muziekvideo
De muziekvideo van Panic Station werd in januari 2013 in Japan opgenomen. De band was op dat moment in Japan voor twee concerten in de Saitama Super Arena als onderdeel van The 2nd Law Tour. De video werd op 22 april 2013 uitgebracht.
De eerste versie van de video bevatte de militaire vlag van Japan. Na commentaar van fans hierop is deze vervangen door de normale Japanse vlag.
Een video met de tekst van het nummer werd op 9 mei 2013 op het YouTube-kanaal van de band geüpload. Een interactieve versie daarvan is te vinden op de Britse Wired-website.

## Tracklist
| 1.                 | Panic Station                                         | 3:04 |
| 2.                 | Panic Station (alternative versie, remix door Madeon) | 2:53 |
| Totale duur: 05:57 |                                                       |      |

| 1.                 | Panic Station                                                        | 3:03 |
| 2.                 | Panic Station (zonder gevloek)                                       | 3:03 |
| 3.                 | Panic Station (alternative versie, remix door Madeon)                | 2:26 |
| 4.                 | Panic Station (alternative versie, remix door Madeon zonder gevloek) | 2:26 |
| Totale duur: 10:58 |                                                                      |      |

## In andere media
- Het nummer werd gebruikt als achtergrondmuziek in een aflevering uit 2013 van het Britse autoprogramma Top Gear.

## Trivia
- Tijdens het concert van Muse op 4 juni 2013 in de Amsterdam ArenA werd minister-president van Nederland Mark Rutte gebruikt in de visuals van het nummer. Hij werd hierbij ondersteund door Vladimir Poetin, Barack Obama en Angela Merkel.[4]